# Chris Brunt
Christopher Brunt (Belfast, Irlanda del Norte, Reino Unido, 14 de diciembre de 1984), conocido como Chris Brunt, es un exfutbolista norirlandés que jugaba como centrocampista.

## Trayectoria
Comenzó su carrera con el Middlesbrough F. C. de Inglaterra, donde no tuvo oportunidad de debutar, por lo que en 2004 fue cedido al Sheffield Wednesday F. C., para posteriormente firmar con este club. El 15 de agosto de 2007 fue transferido al West Bromwich Albion F. C., equipo del cual fue capitán desde enero de 2011.
El 5 de junio de 2020 anunció su marcha del club al final de temporada. El 22 de julio, en su último partido, ayudó al West Bromwich Albion a regresar a la Premier League.
El 7 de septiembre firmó por una temporada con el Bristol City F. C. Dejó el equipo en enero de 2021, después de sufrir una lesión que no le iba a permitir seguir jugando lo que quedaba de curso, y el 28 de mayo anunció su retiro.

## Clubes
| Club                               | País       | Año       | Partidos | Anotado |
| ---------------------------------- | ---------- | --------- | -------- | ------- |
| Sheffield Wednesday F. C. (cedido) | Inglaterra | 2004      | 6        | 2       |
| Sheffield Wednesday F. C.          | Inglaterra | 2004-2007 | 147      | 22      |
| West Bromwich Albion F. C.         | Inglaterra | 2007-2020 | 421      | 48      |
| Bristol City F. C.                 | Inglaterra | 2020-2021 | 14       | 0       |